# Talbrücke Steinatal

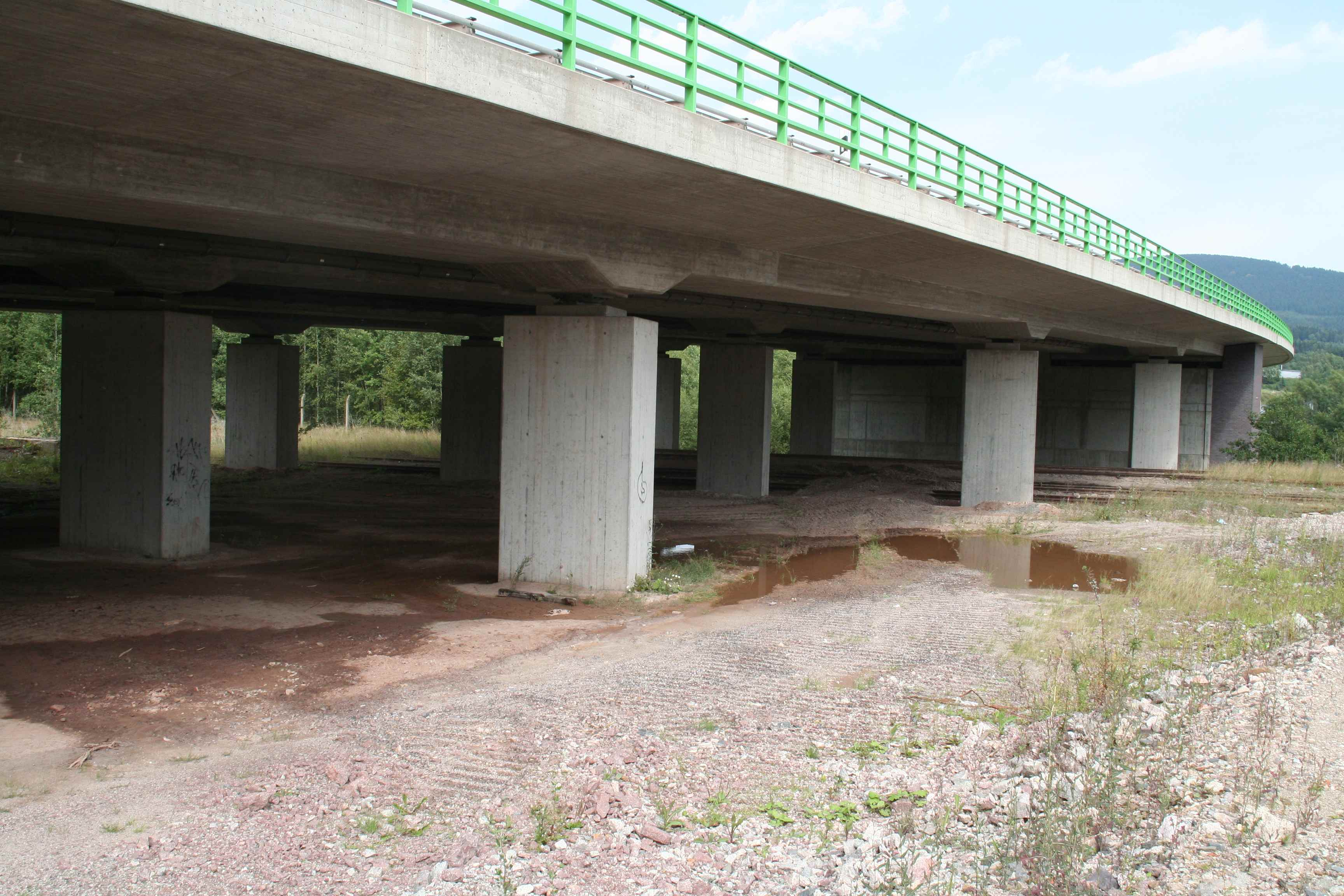
Industriebahnbrücke

Die Talbrücke Steinatal ist eine 445 m lange Brücke der Autobahn 71. 
Das Bauwerk liegt bei Kilometer 126 an der Anschlussstelle Suhl/Zella-Mehlis. Es überspannt im Süden der Stadt Zella-Mehlis den Bach Steina, die Bundesstraße 62, welche Suhl und Zella-Mehlis verbindet, die parallel verlaufende Bahnstrecke Neudietendorf–Ritschenhausen sowie das Gelände eines ehemaligen Heizkraftwerkes mit vier Anschlussgleisen.  
Das Bauwerk besteht aus der neun feldrigen Hauptbrücke sowie der westlich anschließenden fünf feldrigen Industriebahnbrücke. Zusätzlich gibt es  für die Anschlussstelle aus zwei Rampenbrücken mit drei bzw. zwei Feldern. Die Brücke hat einen Grundrissradius von 775 m. Das Längsgefälle beträgt konstant  2,2 % Richtung Westen. Gebaut wurde die Überführung mit zwei getrennten Überbauten zwischen den Jahren 1997 und 1999, bei Kosten von ungefähr 13 Millionen Euro.

## Gründung und Unterbauten
Die Pfeiler und Widerlager sind auf Großbohrpfählen mit einem Durchmesser von 1,5 m und Längen zwischen 5 m und 15 m gegründet. Die rechteckigen Regelpfeiler haben einen Vollquerschnitt mit den Abmessungen 2,2 m × 2,2 m und sind bis 17 m hoch. Die Haupt- und Industriebrücke lagern auf einem gemeinsamen Trennpfeiler, der als eine Pfeilerscheibe mit den Außenabmessungen 4,96 m × 29,35 m ausgeführt ist.

## Überbauten
Die beiden nebeneinanderliegenden Überbauten der Spannbetonbrücken sind Durchlaufträger mit einem zweistegigen Plattenbalkenquerschnitt. Die Vorspannung in Längsrichtung besteht aus internen Spanngliedern.

### Hauptbrücke
Die Hauptbrücke hat eine konstante Bauhöhe von 1,85 m und eine untere Stegbreite von 2,0 m, wobei der Überbau in den Lagerachsen ohne Querträger ausgebildet ist. Von dem Überbau für die Fahrtrichtung Schweinfurt zweigen in Brückenmitte zwei Rampenbrücken ab. Die Stützweiten der insgesamt 340,5 m langen 9-feldrigen Brücke betragen 30,0 m + 2 × 37,5 m + 40,0 m + 2 × 45,0 m + 40,0 m + 37,5 m + 28,0 m.

### Industriebahnbrücke
Aufgrund der Querneigung von ungefähr 4 % haben die Überbauten der Industriebahnbrücke über den Anschlussgleisen des Heizkraftwerkes je einen Steg mit einer konstanten Bauhöhe von 1,0 m sowie einen mit 0,7 m Höhe. Die Stützweiten der insgesamt 101,9 m langen 5-feldrigen Brücke betragen 19,8 m + 24,4 m + 20,4 m + 20,3 m + 17,0 m.

### Rampenbrücken
Die Rampen haben einstegige Plattenbalken als Überbauten, Die Konstruktionshöhe beträgt 1,4 m, die Fahrbahnplattenbreite 9,0 m und die untere Stegbreite 5,25 m. Die Zweifeldrampe zur Auffahrt Richtung Schweinfurt ist bei Stützweiten von 27,5 m + 27,5 m insgesamt 55 m lang, die 79 m lange Dreifeldrampe zur Abfahrt von Erfurt hat Stützweiten von 24,5 m + 30,0 m + 24,5 m. Trennungspfeiler stehen am Übergang zwischen der Hauptbrücke und den Rampen.

## Ausführung

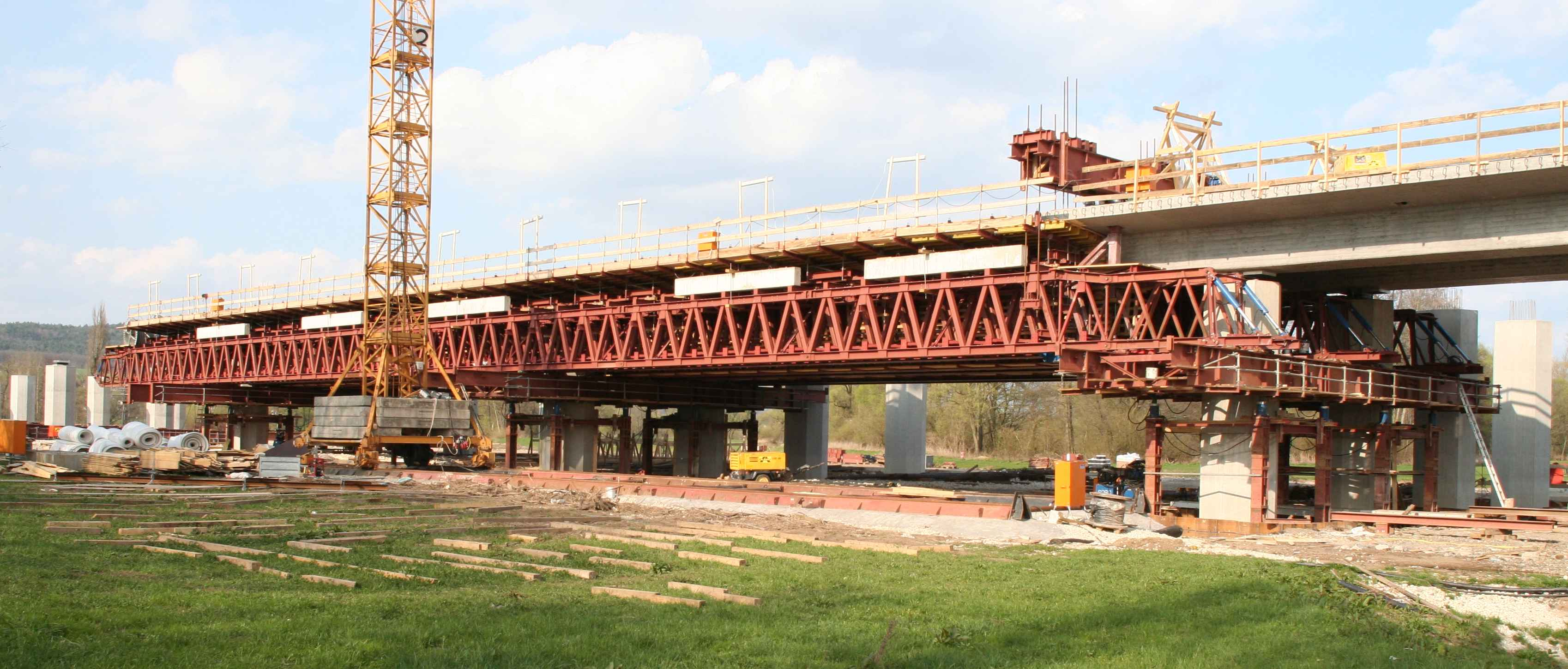
Vorschubrüstung einer Plattenbalkenbrücke

Die Haupt- und Industriebahnbrücke wurden mit einer Vorschubrüstung hergestellt, welche sich auf Querjoche abstützte, die über Steckträger in Pfeileraussparungen verankert waren. Der Bau der Rampenbrücken erfolgte mit Lehrgerüsten.